# Sigurd Grønli (aviron)
Pour les articles homonymes, voir Sigurd Grønli et Grønli.
Sigurd Grønli, né le 24 août 1927 et mort le 18 janvier 2001, est un rameur d'aviron norvégien. Il participe à l'épreuve à quatre hommes avec barreur à Henley-on-Thames lors des Jeux olympiques d'été de 1948 de Londres.